# 앙각
앙각(仰角, elevation)은 탄도학에서 지평면과 총포신 방향이 이루는 각이다.
포, 박격포 또는 중포의 총열 축 방향과 수평면 사이의 각도이다. 원래 고도는 특정 거리에서 발사체 낙하 및 명중 대상을 보상하기 위해 포수가 포차에서 총구를 물리적으로 들어 올려야 하는 높이를 선형 측정한 것이다.

## 같이 보기
- 지평 좌표